# 旧堡乡
旧堡乡，是中华人民共和国河北省张家口万全区下辖的一个乡镇级行政单位。

## 行政区划
旧堡乡下辖以下地区：
旧堡村、三里庄村、柳沟村、牛家窑村、板山村和赐沟村。